# Peranzanes
Peranzanes (en gallec, Peranzais) és un municipi de la província de Lleó a la comunitat autònoma de Castella i Lleó. Forma part de la comarca d'El Bierzo i és un dels municipis en els quals es parla gallec.

## Demografia
| 1991 | 1996 | 2001 | 2004 |
| ---- | ---- | ---- | ---- |
| 389  | 373  | 319  | 324  |